# Puerto Lumbreras
Puerto Lumbreras è un comune spagnolo di 13 947 abitanti situato nella comunità autonoma di Murcia.